# Psorophora pseudomelanota
Psorophora pseudomelanota är en tvåvingeart som beskrevs av Barata och Cotrim 1971. Psorophora pseudomelanota ingår i släktet Psorophora och familjen stickmyggor. Inga underarter finns listade i Catalogue of Life.